# Lobugula
Lobugula é uma comuna rural do sul do Mali da circunscrição de Sicasso e região de Sicasso. Segundo censo de 1998, havia 24 303 residentes, enquanto segundo o de 2009, havia 32 505. A comuna inclui 1 cidade e 31 vilas.

## História
No início do século XX, ao comentar sobre algumas localidades do já extinto Reino de Quenedugu (1825–1898), o governador Par A. Colheaux menciona que houve um tempo em que sacrifícios humanos estavam em voga em Lobugula.